# Мозговой, Иван Остапович
Иван Остапович Мозговой (14 октября 1923, Грабов, Черниговская губерния — 2004, Чернигов) — гвардии лейтенант Советской Армии, участник Великой Отечественной войны, Герой Советского Союза (1945). После войны работал автомехаником, шофёром.

## Биография
Иван Остапович Мозговой родился 14 октября 1923 года в крестьянской семье в селе Грабов Репкинского района Черниговского округа Черниговской губернии Украинской ССР, ныне село — административный центр Грабовского сельского совета (укр. Грабівська сільська рада (Ріпкинський район)) Репкинского района Черниговской области Украины. Украинец.
После окончания Львовского автомобильного техникума работал автомехаником.
В 1941 году Мозговой был призван на службу в Рабоче-крестьянскую Красную Армию. В 1942 году он окончил Сталинградское военное танковое училище. С 1943 года — на фронтах Великой Отечественной войны. Был несколько раз ранен, контужен.
К июню 1944 года гвардии лейтенант Иван Мозговой командовал танком Т-34 44-го гвардейского танкового полка 8-й гвардейской механизированной бригады 3-го гвардейского механизированного корпуса 3-го Белорусского фронта. Отличился во время освобождения Минской области Белорусской ССР. 27 июня 1944 года экипаж Мозгового ремонтировал свой танк в деревне Обчуга (бел. Абчуга) Крупского района, когда через эту деревню проходила колонна немецкой техники. Приняв неравный бой, экипаж оборонялся пять часов, уничтожив 3 бронетранспортёра, несколько противотанковых орудий, 13 автомашин. Когда танк был подожжён, Мозговой забросал немецких солдат гранатами, сумев прорваться из окружения.
Указом Президиума Верховного Совета СССР от 24 марта 1945 года за «образцовое выполнение боевых заданий командования и проявленные при этом мужество и героизм» гвардии лейтенант Иван Мозговой был удостоен высокого звания Героя Советского Союза с вручением ордена Ленина и медали «Золотая Звезда» за номером 7282.
В конце войны командовал танковым взводом 44-го гвардейского танкового полка.
С 1945 года член ВКП(б).
После окончания войны Мозговой продолжил службу в Советской Армии. В январе 1946 года вместе со своим однополчанином Героем Советского Союза лейтенантом Виктором Трофимовичем Агиенко, находясь в состоянии алкогольного опьянения, совершил хулиганские действия в кинотеатре, пытаясь пройти бесплатно в кинозал (отчасти, на законных основаниях, так как согласно нормам советского законодательства для Героев Советского Союза вход в любые культурные учреждения бесплатный, но подразумевается, что прибывший в трезвом виде), а затем оказал вооружённое сопротивление военному патрулю, пытавшемуся задержать их, ранив одного из солдат. Военный трибунал Полтавского гарнизона 9 апреля 1946 года приговорил Мозгового и Агиенко по статьям 70 часть 3, 101 и 206-х УК УССР к 5 годам исправительно-трудовых лагерей каждого с лишением воинского звания.
Указом Президиума Верховного Совета СССР от 11 января 1949 года Иван Мозговой был лишён всех званий и наград. В 1956 году он был восстановлен в звании, все награды были ему возвращены.
Проживал и работал автомехаником, шофёром в Грабове. В 1960—1971 годах работал в штабе Гражданской обороны г. Чернигова.
Иван Остапович Мозговой скончался 27 ноября 2004 года, похоронен на Яцевском кладбище города Чернигова Черниговской области Украины.

## Награды
- Герой Советского Союза, 24 марта 1945 года[3]
  - Медаль «Золотая Звезда» № 7282
  - Орден Ленина № 38805
- Орден Красного Знамени, 18 февраля 1944 года[4]
- Орден Отечественной войны I степени, дважды: 22 февраля 1945 года[5], 6 апреля 1985 года[6]
- Медали[1].

## Память
- Улица в деревне Обчуга (бел. Абчуга) Крупского района Минской области[7].
- В Чернигове, на доме где жил Герой, установлена мемориальная доска.